# Monaster Podwyższenia Krzyża Pańskiego w Dubnie
Monaster Podwyższenia Krzyża Pańskiego – męski klasztor prawosławny w Dubnie, funkcjonujący od XIV lub od I połowy XV w. do likwidacji w II połowy XX wieku. 
Dokładna data powstania klasztoru nie jest znana. Najprawdopodobniej funkcjonował on już w I połowie XV w., a z pewnością w kolejnym stuleciu. Monaster znajdował się na terenie ordynacji Ostrogskich i był jedną z kilku mniszych wspólnot ufundowanych przez tę rodzinę. Antoni Mironowicz wymienia klasztor wśród najważniejszych ośrodków prawosławnego życia mniszego na Wołyniu w XVI w.. Po śmierci Janusza Ostrogskiego w 1620 obszar ten przeszedł w ręce Zasławskich. Monaster przyjął unię w 1626, gdy jego przełożonym był Kasjan Sakowicz. 
W okresie przynależności Wołynia do Imperium Rosyjskiego klasztor bazyliański przestał istnieć. Cerkiew od 1795 do 1822 pełniła funkcje świątyni parafialnej, zaś w 1861 kompleks zabudowań klasztornych ponownie przeszedł we władanie mnichów prawosławnych. W 1882 wzniesiono na jego terenie nową cerkiew Podwyższenia Krzyża Pańskiego. W 1890 władze rosyjskie przekazały monasterowi majątek skasowanego klasztoru karmelitańskiego w Dubnie. Po odzyskaniu niepodległości przez Polskę pozostał w rękach prawosławnych i funkcjonował w ramach diecezji wołyńskiej PAKP. Jego zabudowania zostały jednak uszkodzone w czasie I wojny światowej, co sprawiło, że we wspólnocie mogło przebywać tylko dziesięciu mnichów, a klasztor stał się de facto filią ławry Poczajowskiej – nawet obowiązki przełożonego pełnił każdorazowo jej namiestnik. Monaster utrzymywał się z prowadzenia gospodarstwa rolnego i ofiar wiernych. Jego sytuacja materialna była trudna, ponadto przez całe dwudziestolecie międzywojenne klasztor procesował się o swoją ziemię m.in. z zakonem karmelitów. 
Monaster został zlikwidowany przez władze stalinowskie po II wojnie światowej, gdy Wołyń znalazł się w granicach Ukraińskiej SRR. Został całkowicie zburzony, miejsce po nim upamiętnia jedynie krzyż.